# Бигматур
«БигМатур» («Бигматур») — уфимский музыкальный коллектив, «проект некоммерческий, непродюсерский».
Создан в 2008 году (вариант: 2009 году). Лидеры — братья Эрнест и Марсель Еникеевы, также являющиеся авторами клипов группы. «Песни парни пишут в разных музыкальных стилях, каждый раз удивляя поклонников» — подмечено интервьюром, а в другом интервью сами музыканты признавались: «мы вообще не хотим привязывать себя к какому-то одному стилю».
Лауреат ежегодной уфимской молодёжной общественной премии «AVANTE» в номинации «Лучшая музыкальная группа и исполнитель».
Первый клип — «Уфа — столица r’n’b», выложен на youtube. Эрнест Еникеев признавался, что «премьерная песня и клип нас и прославили». Стиль — рэп с аранжировкой национальных музыкальных мотивов и включением башкирского языка. Марсель Еникеев, рассказывая о создании клипа и группы, сказал: «хотели написать прикольную песню про наш родной город, а аббревиатура r’n’b в нашем случае расшифровывается как Республика Башкортостан. … И стиль исполнения был задан названием песни, уже потом продумывали все вплоть до мелочей, чтобы соответствовать модному сейчас направлению». Этот клип стал определенным символом столицы Башкортостана. Компания Russia Today, делая репортаж об Уфе, включили в сюжет часть видеоклипа и интервью с музыкантами. «Репортеры решили, что в нашей работе передан весь колорит башкирского народа, — поясняет вокалист Эрнест Еникеев. — Клип олицетворяет образ республики в современной интерпретации — тут же и курай, и учпучмак, и кумыс». Тему отображения Уфы продолжилась в ролике бр. Еникеевых «Мир глазами Темы», участника конкурса, объявленного Артемием Лебедевым.
Клип на песню «Коллективная любовь» создан в ретро-стиле. «Мы решили показать, — сказали братья Еникеевы в интеревью, — какими на самом деле были люди в 70-е. Думаю, нам это удалось, потому что родители были в восторге». Для создания атмосферного видеоряда использовался антураж 1970-х: кефирная бутылка и другая посуда, винтажная одежда, прически и пр. Сама группа стала именоваться ВИА «Веселые гитары». Съемки клипа проходили четыре дня в Черниковке — «районе, который время затронуло меньше всего» за ДК имени Орджоникидзе. использовались детали быта того времени: Единственный профессионал, снявшийся в ролике актёр русского драмтеатра Валерий Гриньков.
В клипе на песню «The Brightest Star!» ребята уже взяли прозвание BigMaturBoys. Стиль — европоп. Съемки проходили в Гафурийском районе, в 150 километрах от Уфы, 15-16 июля. "Новое видео братьев Еникеевых «Самая яркая звезда» с начала месяца штурмует просторы Интернета. И по признанию его пользователей, «Big Matur» вновь удалось удивить и рассмешить. Выразительные жесты и томные взгляды в клипе стали настоящим ответом российской попсе. Новый клип «Big Matur» полон иронии и при этом ничем не напоминает предыдущий. И если про «Уфу — столицу R’n’B» говорили, мол, это круто и прикольно, то про «Самую яркую звезду» можно услышать: это очень круто и очень прикольно! "
Клип на песню «Это хоккей!» снимался в Салавате на одноимённом стадионе. Стиль — рок, который по словам музыкантов, выбран сюжетом песни: «при выборе музыкального стиля логика была простая: музыка про хоккей должна быть „преимущественно рокового направления“». В клипе снимались хоккеисты из младшей хоккейной группы команды «Юрматы». На этот раз музыканты выбрали название Bigmatur Crew.